# Królewszczyzna (stacja kolejowa)
Królewszczyzna (biał. Крулеўшчына, ros. Крулевщизна, ros. nazwa normatywna Крулевщина) – węzłowa stacja kolejowa w miejscowości Królewszczyzna, w rejonie dokszyckim, w obwodzie witebskim, na Białorusi. Węzeł linii Połock - Mołodeczno ze ślepą linią do Łyntup.
Stacja powstała przed I wojną światową. Odchodzą od niej bocznice do pobliskich kopalni torfowych.

## Bibliografia

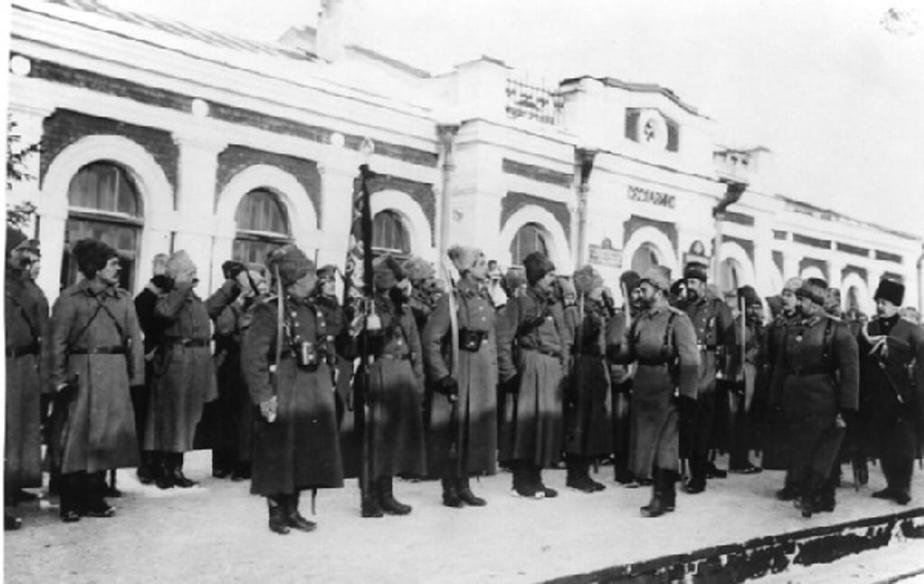
Stacja w 1916
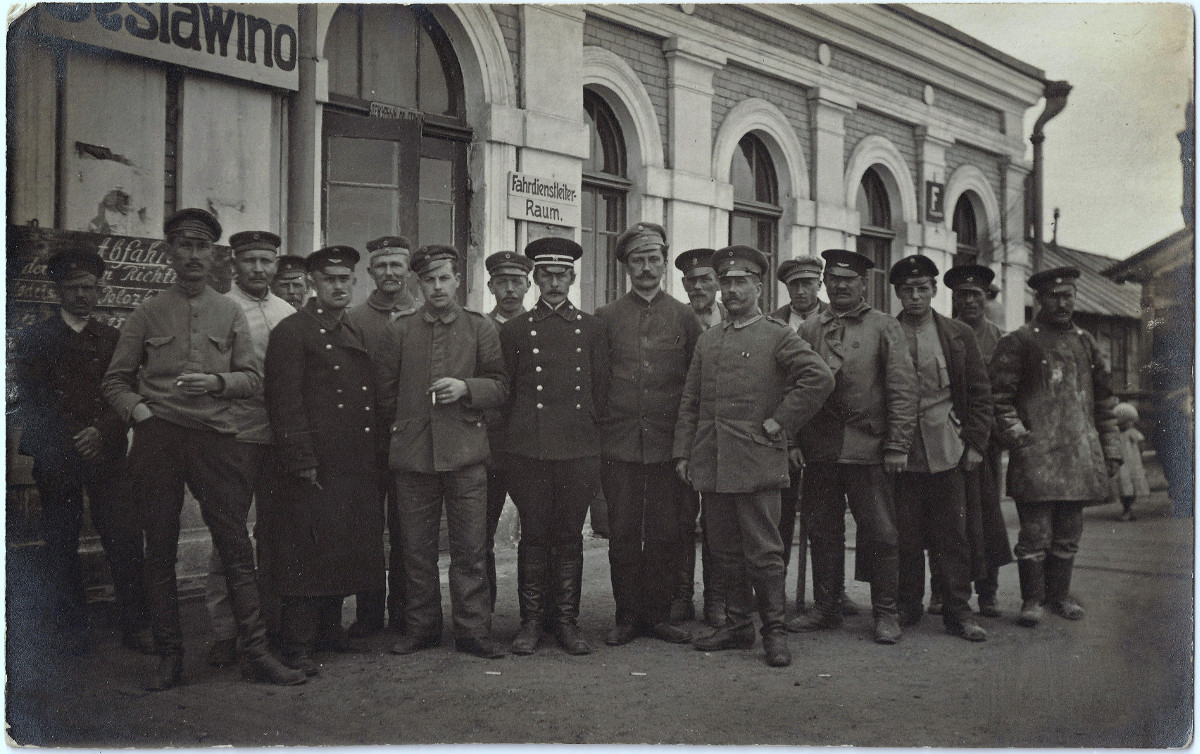
Stacja w 1918
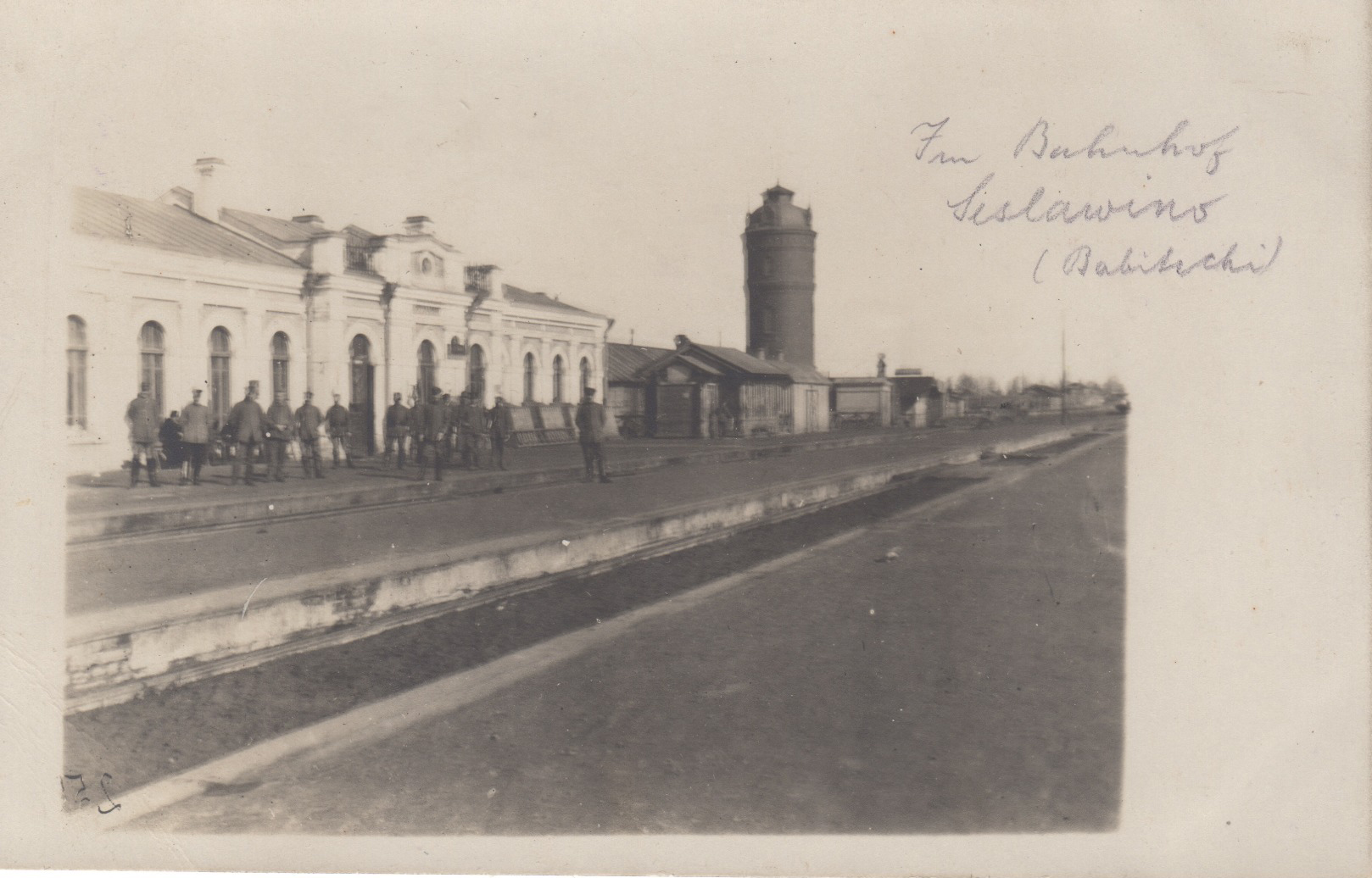
Stacja w 1918
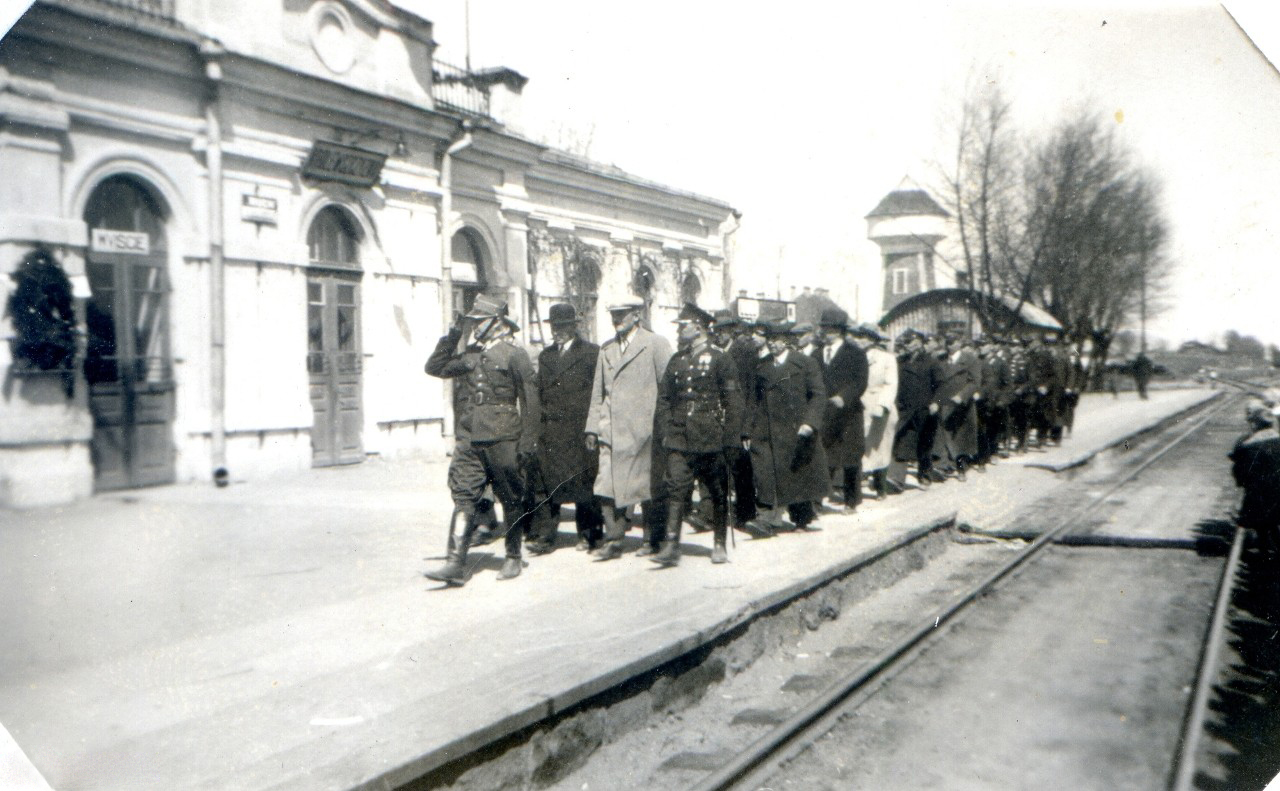
Stacja w latach 30. XX w.